# La Revue des écoles en 1878
Le tableau La Revue des écoles en 1878 du peintre belge Jan Verhas fait partie de la collection du Musée des Maîtres Anciens des Musées royaux des Beaux-Arts de Belgique à Bruxelles.

## Sujet
Le cortège qui fait l'objet de ce tableau a eu lieu à l'occasion des noces d'argent du roi Léopold II et de la reine Marie-Henriette. Environ 23 000 écoliers des quartiers bruxellois ont défilé sur la place des Palais.

## L'arrière-plan
Le défilé était apparemment innocent, mais il avait une signification politique. En 1878, le gouvernement libéral et homogène de Frère-Orban-Van Humbeeck arriva au pouvoir. Ce gouvernement radicalement anticlérical a voté une nouvelle loi scolaire, déclenchant ainsi une bataille scolaire à laquelle la Belgique a dû faire face pendant des décennies.
Verhas a peint le défilé composé d'enfants de l'enseignement officiel. Ils étaient le symbole de l'avenir de la jeune Belgique et devaient prouver la supériorité de l'enseignement officiel sur l'enseignement catholique. Les écoliers étaient considérés comme de bons patriotes d'un pays qui avait à peine cinquante ans.
Léopold II a essayé de rester neutre dans le conflit. Le défilé a été vivement critiqué par la presse ultramontaine. Elle a décrit le défilé comme un abus contre des enfants innocents à des fins politiques. Ce fut le début de la résistance catholique à la « loi de malheur », qui finit par faire tomber le gouvernement libéral.
Jan Verhas était un franc-maçon partisan des idées libérales et populaire dans les salons d'art bourgeois. Vraisemblablement, il n'a peint que les écolières et a délibérément laissé de côté les garçons qui suivaient. Il voulait ainsi indiquer que l'accès des filles à l'éducation s'était amélioré, ce qui était considéré comme une réussite politique du libéralisme pédagogique des Lumières.

## Une icône bourgeoise
Lorsque le tableau fut achevé en 1880, il fut immédiatement acheté par le gouvernement libéral et occupa une place de choix au Palais des Beaux-Arts. Pour Verhas, c'était une peinture célèbre et lucrative. La photomécanique, technique émergente à l'époque, permet de reproduire la toile en grand nombre. On le voyait dans les bâtiments officiels et dans les écoles, mais surtout pas dans les écoles catholiques « gratuites ».
La revue des écoles en 1878 pourrait tout au plus être considéré comme une icône bourgeoise du XXe siècle. James Ensor a réagi contre ce type d'art avec le tableau L'Arrivée du Christ à Bruxelles. En 2019, il était accroché hors catégorie dans le hall d'entrée du musée de Bruxelles.

## Détail de la revue
La revue des écoles communales de la ville de Bruxelles a eu lieu le 23 ou le 24 août 1878, place des Palais, devant le Palais royal de Bruxelles, à l’occasion des noces d'argent du roi Léopold II et de la reine Marie-Henriette. On voit l'archiduc Charles-Louis d'Autriche (uniforme blanc), frère de l'empereur François-Joseph d'Autriche, aux côtés du roi Léopold II, et à leur droite, Philippe, comte de Flandre.